# Хути
Хути — село в Лакському районі Дагестану.
Село засновано в 9—10 столітті прибулими з Ємену арабів для розповсюдження Ісламу в Дагестані. З тих пір аул у різних конфліктах та війнах сім разів піддавався розгрому і стільки ж разів відновлювався.
Хути називають аулом генералів (три вихідці з села дійшли до звання генерала).
В 1886 році тут було 123 господарства. В 1914 мешкало 476 людей. В 1929 році — 160 дворів та 600 мешканців.